# Aleksander Ciążyński

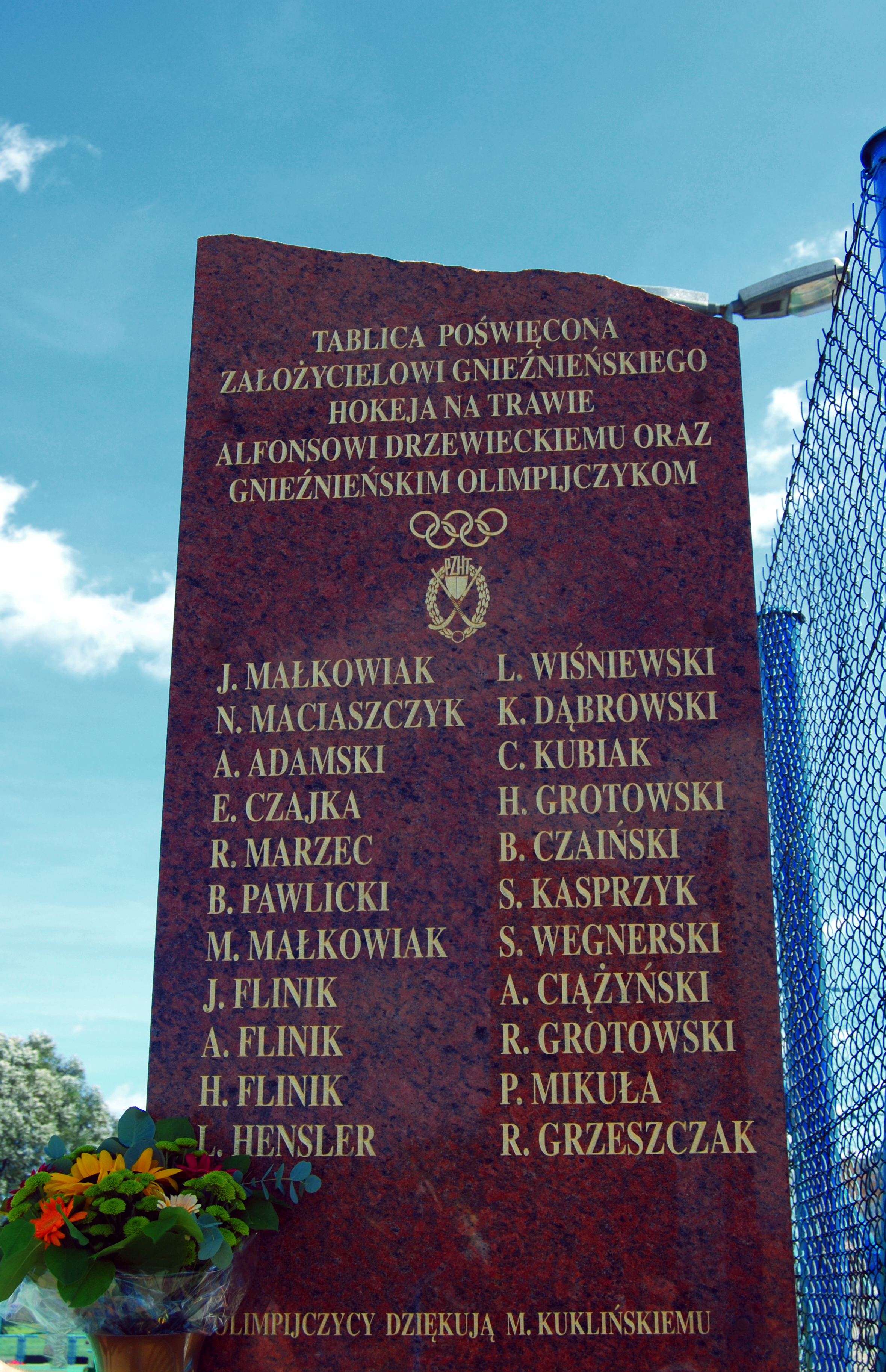
Tablica poświęcona Gnieźnienskim olimpijczykom, wśród nich Aleksander Ciążyński.

Aleksander Ciążyński (ur. 30 kwietnia 1945 w Gnieźnie, zm. 11 listopada 2021) – polski hokeista na trawie, olimpijczyk.

## Życiorys
Syn Henryka i Emilii Wójcik, ukończył szkołę zawodową w Gnieźnie, uzyskując zawód ślusarza-tokarza. Hokej na trawie uprawiał w klubach z Gniezna – Sparcie i Stelli (1974 mistrz Polski ze Stellą), przez pewien czas – w czasie służby wojskowej – bronił barw WKS Grunwald Poznań (mistrz Polski 1966). W latach 1962–1972 wystąpił w 30 meczach reprezentacji narodowej. Brał udział m.in. w mistrzostwach Europy w 1970 oraz w igrzyskach olimpijskich w Monachium (1972). W turnieju olimpijskim reprezentacja Polski zajęła 11. miejsce.
Na boisku występował na pozycji napastnika, wyróżniał się dobrą techniką. Żonaty (żona Ewa Wysocka), ma czworo dzieci (córki Katarzynę, ur. 1973 i Magdalenę, ur. 1978; synów Michała, ur. 1982 i Karola, ur. 1985). Hokej uprawiał również jego brat Jerzy.